# آلان جاكسون (دراج)
آلان جاكسون (بالإنجليزية: Alan Jackson)‏ مواليد 19 نوفمبر 1933 في ستوكبورت، كان دراج بريطاني. سبق أن شارك في دورة الألعاب الأولمبية الصيفية وفاز بميدالية أولمبية.

## الميداليات
| الميدالية | المسابقة                       |
| --------- | ------------------------------ |
| فضية      | الألعاب الأولمبية الصيفية 1956 |
| برونزية   | الألعاب الأولمبية الصيفية 1956 |